# Alexia des Pays-Bas
Alexia des Pays-Bas, princesse d'Orange-Nassau, née le 26 juin 2005 à La Haye, est la deuxième fille du roi Willem-Alexander et de la reine Máxima. Elle occupe, après sa sœur aînée Catharina-Amalia (dite Amalia), la deuxième place dans l'ordre de succession au trône des Pays-Bas depuis le 30 avril 2013, lorsque leur père monte sur le trône.

## Famille
La princesse Alexia est la deuxième fille du roi Willem-Alexander des Pays-Bas (né en 1967) et de son épouse d’origine argentine Máxima Zorreguieta (née en 1971). Par son père, elle est la petite-fille de la reine Beatrix des Pays-Bas (née en 1938) et du prince consort Claus von Amsberg (1926-2002). Par sa mère, elle est la petite-fille de l’ancien secrétaire d’État argentin Jorge Zorreguieta (1928-2017).

## Biographie
La princesse Alexia a été baptisée le 19 novembre 2005 à Wassenaar. Ses parrains et marraines sont : Mathilde, reine des Belges, l’écuyère Alexandra Jankovich de Jeszenice, le prince Friso d’Orange-Nassau, Juan Zorreguieta et l’écuyer Frans Ferdinand de Beaufort. La princesse Alexia a une sœur aînée, la princesse Catharina-Amalia (née en 2003), princesse d’Orange, et une sœur cadette, la princesse Ariane (née en 2007).
Alexia rentre le 29 juin 2009 à l'école primaire publique Bloemcamp (Bloemcampschool) à Wassenaar, puis au collège Christelijk Gymnasium Sorghvliet à La Haye à partir de l'année scolaire 2017-2018. Elle poursuit ensuite ses études secondaires au United World College of the Atlantic un internat de Llantwit Major, au Pays de Galles entre 2021 et 2023. Son père Willem-Alexander a terminé ses études secondaires dans cette école également.
Fin septembre 2024, elle commence ses études supérieures à l'University College de Londres, dans un premier temps en licence de « Sciences et ingénierie pour le changement social » avant de se réorienter en novembre 2024 vers le génie civil dans la même université.

## Ordre de succession

### Pays-Bas
Depuis 1982, la constitution néerlandaise applique la stricte primogéniture dans la succession au trône royal. À sa naissance en 2005, la princesse Alexia est l'héritière en troisième place de la couronne des Pays-Bas. Depuis l'accession de son père au trône, le 30 avril 2013, elle occupe la deuxième place dans l’ordre de succession, derrière sa sœur aînée Catharina-Amalia.

### Royaume-Uni
En tant que descendante de la princesse Augusta de Hanovre (1737-1813), sœur du roi George III du Royaume-Uni, la princesse Alexia apparaît dans l'ordre de succession au trône britannique à une place qui change régulièrement en raison des naissances et décès des autres personnes présentes plus haut dans la liste.

## Titres et honneurs

### Titulature
- Depuis le 26 juin 2005 : Son Altesse Royale la princesse Alexia des Pays-Bas, princesse d'Orange-Nassau.

La princesse Alexia porte les titres de princesse des Pays-Bas et de princesse d’Orange-Nassau avec prédicat d’altesse royale (décret no 41 du 25 janvier 2002) et ceci depuis sa naissance.

### Armes
| Blason | Blasonnement : Écartelées d’azur billeté d’or, au lion couronné d’or, armé et lampassé de gueules, tenant à dextre un faisceau de sept flèches d’argent pointées et liées d’or, et à senestre d’une épée d’argent garnie d’or brochant [Pays-Bas] et d’or au cornet d’azur enguiché et virolé d’argent et lié de gueules [Orange], sur le tout de sinople au château de rouge avec trois portes sur une montagne d’azur avec deux cyprès vert avec deux loups noir en face des deux cyprès [Zorreguieta]. |